# Festival Internacional de Humor da Amazônia
Festival Internacional de Humor da Amazônia (até 2015, Salão Internacional de Humor da Amazônia) é um evento de exposição de cartuns e charges realizado em Belém desde 2008. O evento foi idealizado pelo cartunista paraense Biratan Porto e pela produtora Márcia Macedo. Desde 2012, o evento ocorre dentro da Feira Pan-Amazônica do Livro. Em 2011, o Salão ganhou o Troféu HQ Mix na categoria "melhor salão e festival".